# Јожеф Ајзенхофер
Јожеф Ајзенхофер (мађ. Eisenhoffer József, Aczél József) је био мађарски фудбалер јеврејског порекла. Могао је да игра подједнако добро на неколико различитих позиција у тиму. Ајзенхофер је играо професионално у Мађарској, Аустрији, Француској и САД. Такође је шест сезона водио Олимпик из Марсеја и одиграо је осам утакмица за репрезентацију Мађарске. Био је члан мађарске олимпијске фудбалске репрезентације 1924. године.

## Клупска каријера
Ајзенхофер је рођен у Будимпешти, у Мађарској. Преобративши се у јудаизам, почео је своју фудбалску каријеру када је потписао уговор са Будимпешта ТЦ 1912. Тада је имао дванаест година. Године 1917. прешао је у Кишпешт где је играо три сезоне. Године 1920. прелази у Ференцварош где је играо до 1924. године, уз позајмицу у Мекаби дес Брно током сезоне 1923–1924. Године 1924. прелази у истакнути аустријски јеврејски клуб Хакоа Беч.
Године 1926. Хакоа је био на турнеји по Сједињеним Државама. Неколико играча је било импресионирано релативно високом платом и ниским антисемитизмом тамо. Сходно томе, неколико, укључујући Ајзенхофера, остало је у САД и потписало уговор са локалним клубовима. У јуну 1926. Нат Агар, власник Бруклин Вондерерса америчке фудбалске лиге, потписао је Ајзенхофера. Играо је већину пет сезона, осим пет утакмица 1929. године.
Године 1928, АСЛ је покренуо борбу са Фудбалском федерацијом Сједињених Држава за контролу фудбала у САД. Овај сукоб, познат као „Фудбалски рат“ довео је до тога да је УСФА прогласила АСЛ „лигом ван закона“. Када се то догодило, Ајзенхофер је већ одиграо осам утакмица у сезони 1928–1929, али је онда пешао у њујоршки Хакоа из потпуно признате Источне професионалне фудбалске лиге. Њујорк Хакоа је освојио Национални куп изазова 1929. године, а Ајзенхофер је постигао један гол у победи у првој утакмици над Сент Луис Медисон Кенелом. Када је АСЛ склопио мир са УСФА 1929, Њујорк Хакоа је ушао у АСЛ.
Ајзенхофер се сада вратио у лигу из које је побегао и са уговором који је још увек на снази са Вондерерсима. Агар је одмах тужио Ајзенфера због кршења уговора. У међувремену, Ајзенхофер је одиграо пет утакмица са Хокоахом у АСЛ. У децембру 1929. тужба је повучена, а Ајзенхофер је кажњен са 500 долара и дозвољено му је да се врати Вондерерсима. Ова међусобна битка је на крају уништила АСЛ и 1931. је пропала.
Ајзенхофер је напустио САД и вратио се у Аустрију где је потписао уговор са Хакоа из Беча. Беч га је 1933. послао у француску Лигу 1, Олимпик из Марсеја, где је завршио каријеру. Ајзенхофер је доживео значајан успех са Олимпиком, идући на Куп Француске 1934, 1935. и 1940. године. Док је Олимпик изгубио 1934, победио је следеће године.
Године 1935, Ајзенхофер је постао менаџер тима као и играч и одвео Олимпик до титуле првака 1936–1937. Такође је накратко управљао РЦ Ленсом 1938. пре него што се вратио у Олимпик. Каријеру је завршио једном утакмицом за Олимпик у сезони 1940–1941. Током совјетског ваздушног напада на Будимпешту 1944. је био рањен. Његова рана није лечена и на крају је довела до његове смрти.

## Репрезентација
Ајзенхофер је одиграо осам утакмица за мађарску репрезентацију између 1920. и 1924. Године 1924. био је члан мађарског олимпијског тима. Одиграо је две утакмице првог кола и постигао један гол у победи Мађарске над Пољском.

## Достигнућа

### Клуб
- Прва лига Мађарске у фудбалу
  - 2.: 1919/20, 1923/24
- Куп Француске у фудбалу
  - победник: 1935.
  - финалиста: 1934, 1940.

### Тренер
- Француско првенство
  - шампион: 1936–37
- Куп Француске у фудбалу
  - победник: 1938.
  - финалиста: 1940.